# Tim Henman
Tim Henman, eg. Timothy Henry Henman, född 6 september 1974 i Oxford, England. Brittisk högerhänt tidigare professionell tennisspelare.

## Tenniskarriären
Tim Henman blev professionell spelare på ATP-touren 1993 och spelade fram till september 2007. Han vann 11 singel- och 4 dubbeltitlar och i prispengar $11 635 542 US dollar. I Grand Slam-turneringar nådde han semifinal i Wimbledonmästerskapen 4 gånger. Som bäst rankades han på fjärde plats i singel (juli 2002) och på 62:a plats i dubbel (februari 2000). 
Henman inledde sin första proffssäsong olyckligt med en komplicerad benfraktur i september 1993. Han kvalificerade sig därför först i oktober 1994 till en ATP-turnering (Tokyo), där han tidigt blev utslagen av Pete Sampras. År 1996 nådde han semifinal i 7 ATP-turneringar och vann silvermedalj i dubbel i olympiska sommarspelen i Atlanta.
År 1997 tog han sin första ATP-titel i singel (Sydney, efter finalseger över den spanske spelaren Carlos Moya, 6-3, 6-1). Senare på året genomgick han ett operativt ingrepp för en skada i höger armbåge. Säsongen 1998 vann han 2 ATP-titlar och nådde dessutom första gången semifinal i Wimbledonmästerskapen (förlust mot Pete Sampras). Vid årsslutet rankades han som världssjua. Säsongen 1999 nådde den sedan 2 år brittiske ettan Henman 4 ATP-finaler, och semifinalen i Wimbledon (förlust mot Sampras). I den turneingen slog han i den fjärde omgången ut amerikanen Jim Courier.
Henman vann 2 ATP-titlar 2000 liksom 2001, då han i finalen i Basel besegrade Roger Federer (6-3, 6-4, 6-2). Han nådde 2001 åter semifinalen i Wimbledon. Året därpå, 2002, vann han en ATP-titel och deltog i flera finaler och i semifinalen i Wimbledon. En skulderskada och en alltmer besvärande ryggskada inverkade menligt på säsongerna 2003 och 2004. Under 2004 noterade han ändå turneringsseger över Federer och vann dubbeltiteln i Monte Carlo. Sedan dess fram till juni 2006 har han inte vunnit någon turneringtitel.
Tim Henman deltog i det brittiska Davis Cup-laget 1994-2004. Han har spelat 50 matcher, av vilka han vunnit 36.
Tim Henman tillkännagav 22 september 2007 att han upphör med internationell tävlingstennis på ATP-touren. Han gjorde detta omedelbart efter det att han deltagit i det segrande brittiska DC-laget i ett möte med Kroatien. Britterna är därmed från 2008 med i the "World Group". Beslutet att upphöra med tävlingstennis var delvis framtvingat på grund av hans återkommande ryggbesvär. 

## Spelaren och personen
Tim Henman började spela tennis med sina föräldrar redan som 2-åring på familjens egen anlagda tennisbana. Både hans farfar (Henry Bilington) och hans farmors mor (?) (Ellen Stawell Brown) tävlingsspelade i Wimbledonmästerskapen under 1900-talets första hälft.
Henman är intresserad av flera andra idrotter vid sidan av tennis. Särskilt framstående är han i golf där han har tre i handicap.
Han är gift med Lucy Heald sedan 11 december 1999. Paret, som är bosatt i London, har 2 barn; Rose Elisabeth (född 2002) och Olivia (född 2004).

## Titlar påATP-touren
- Singel
  - 1997 - Sydney utomhus, Tashkent
  - 1998 - Tashkent, Basel
  - 2000 - Wien, Brighton
  - 2001 - Köpenhamn, Basel
  - 2002 - Adelaide
  - 2003 - Washington, Paris TMS
- Dubbel
  - 1997 - Basel
  - 1999 - Monte Carlo, London
  - 2004 - Monte Carlo